# Désirée Edlund
Anna Kristina Désirée Edlund, född 20 augusti 1945 i Östersund, är en svensk sångare, skådespelare och producent. För TV-publiken blev hon riksbekant som värdinna i Nya Tiotusenenkronorsfrågan 1972. 

## Biografi
Désirée Edlund är dotter till köpmannen Thure Edlund och Britt, ogift Nilsson. Edlund studerade på pedagog- och yrkesdansarlinjen vid Balettakademien 1962–1965 och musikdramatiska linjen vid Statens scenskola i Malmö 1965–1968. Hon gick också TV-producentutbildning vid Dramatiska Institutet i Stockholm 1976. 1992 tog hon fastighetsmäklarexamen och 1993–1997 studerade hon arbetsrätt.
Efter avslutade studier i Malmö engagerades hon som solist vid Stora teatern i Göteborg 1968–1972 samt vid Stockholms stadsteater, Riksteatern och Oscarsteatern i Stockholm. Karriären fortsatte sedan på Gotland där hon var musikproducent vid Regionmusiken i Gotlands län 1988 samt chef och konstnärlig ledare för Visby sommarteater 1984–1988. Hon var musikproducent och programpresentatör för Länsmusiken i Örebro 1988–1991 och sedan kulturchef vid Stockholms läns landsting 1990–1999.
Bland hennes roller kan nämnas Sally Bowles i Cabaret, Zerlina i Don Juan, Adele i Läderlappen och Annie i Annie Get Your Gun.
Désirée Edlund ger emellanåt även konserter med sina bröder Torbjörn Edlund och Håkan Edlund. Syskontrion har även gett ut några skivor tillsammans.
Hon var första gången gift 1970–1972 med operasångaren Göran Sönnerstedt (född 1946), son till operasångaren Bernhard Sönnerstedt, och fick en dotter Anja Sönnerstedt (född 1970), som är sjuksköterska. Andra gången var hon gift 1972–1974 med operasångaren Gösta Winbergh. Tredje gången var hon gift 1976–1980 med tandläkaren och jazzklarinettisten Hans Sporre (född 1938) och fick dottern sångaren Linnea Deb. Fjärde gången var hon gift 1985–1990 med direktör Ray Raymond (1929–2005). Femte gången var hon gift 1995–1998 med tonsättaren Lars Tilling, som medverkade på en av hennes skivor.

## Diskografi i urval
- 1974 – God jul önskar Gunilla Désirée och Nisse
- 1984 – Musik kring Revsundssjön, Edlund, Desireé
- 1993 – Stora juledag, med Gunilla Gårdfeldt, Nisse Hansén
- 1993 – Nu är det jul igen, med Gunilla Gårdfeldt, Nisse Hansén
- 1993 – Tomtarnas julnatt, med Gunilla Gårdfeldt, Nisse Hansén
- 1998 – Musik att känna till, Desirée Edlund-Tilling, (musiker: Lars Tilling, Torbjörn Edlund och Håkan Edlund)
- 1999 – En riktigt god jul (samlingsskiva med många olika medverkande)
- 2000 – Se en stjärna för oss lyser (gästsolist på brödernas skiva)

## Filmografi i urval
- 1964 – Äktenskapsbrottaren
- 1964 – Testfilm Désirée Edlund
- 1964 – Wild West Story (som dansare)
- 1976 – Oscarsteatern 70 år

## Teater

### Roller (ej komplett)
| År   | Roll                         | Produktion | Regi          | Teater             |
| ---- | ---------------------------- | --- | ------------- | ------------------ |
| 1964 | Ensemble                     | Hur man lyckas i affärer utan att egentligen anstränga sig Frank Loesser, Abe Burrows, Jack Weinstock och Willie Gilbert | Folke Abenius | Oscarsteatern      |
| 1968 | Tzeitel                      | Spelman på taket Joseph Stein, Jerry Bock och Sheldon Harnick                                                            | Leon Feder    | Stora Teatern      |
| 1969 | Sally Bowles                 | Cabaret |               |                    |
| 19?? | Zerlina                      | Don Juan |               |                    |
| 1974 | Valencienne                  | Glada änkan Franz Lehár, Victor Léon och Leo Stein                                                                       | Isa Quensel   | Oscarsteatern      |
| 19?? | Adele                        | Läderlappen |               |                    |
| 1975 | Nanette                      | No, No, Nanette Vincent Youmans, Otto Harbach, Frank Mandel och Irving Caesar                                            | Isa Quensel   | Oscarsteatern      |
| 1984 | Grevinnan Mari Saint-Labiche | Min syster och jag Ralph Benatzky                                                                                        |               | Visby Sommarteater |